# Ким У Гиль
Ким У Гиль (кор. 김우길, 17 октября 1949) — корейский боксёр минимальной весовой категории, выступал за сборную КНДР в первой половине 1970-х годов. Серебряный призёр летних Олимпийских игр в Мюнхене, обладатель бронзовой медали Азиатских игр, участник многих международных турниров и национальных первенств.

## Биография
Ким У Гиль родился 17 октября 1949 года. Первого серьёзного успеха на ринге добился в 1972 году в минимальном весе, когда благодаря череде удачных выступлений удостоился права защищать честь страны на летних Олимпийских играх в Мюнхене. На Олимпиаде в полуфинале со счётом 3:2 победил испанца Энрике Родригеса, но в решающем матче 0:5 проиграл венгру Дьёрдю Гедо.
Получив серебряную олимпийскую медаль, Ким ещё в течение некоторого времени продолжал выходить на ринг в составе национальной сборной, принимая участие в крупнейших международных турнирах. Так, в 1974 году он ездил на летние Азиатские игры в Тегеран, откуда привёз медаль бронзового достоинства. Вскоре после этих соревнований принял решение завершить карьеру спортсмена и покинул сборную.